# KRTCAP3
KRTCAP3 (англ. Keratinocyte associated protein 3) – білок, який кодується однойменним геном, розташованим у людей на 2-й хромосомі. Довжина поліпептидного ланцюга білка становить 240 амінокислот, а молекулярна маса — 25 627.
| 10         |  | 20         |  | 30         |  | 40         |  | 50         |
| ---------- |  | ---------- |  | ---------- |  | ---------- |  | ---------- |
| MRRCSLCAFD |  | AARGPRRLMR |  | VGLALILVGH |  | VNLLLGAVLH |  | GTVLRHVANP |
| RGAVTPEYTV |  | ANVISVGSGL |  | LSVSVGLVAL |  | LASRNLLRPP |  | LHWVLLALAL |
| VNLLLSVACS |  | LGLLLAVSLT |  | VANGGRRLIA |  | DCHPGLLDPL |  | VPLDEGPGHT |
| DCPFDPTRIY |  | DTALALWIPS |  | LLMSAGEAAL |  | SGYCCVAALT |  | LRGVGPCRKD |
| GLQGQLEEMT |  | ELESPKCKRQ |  | ENEQLLDQNQ |  | EIRASQRSWV |  |            |

A: Аланін

C: Цистеїн

D: Аспарагінова кислота

E: Глутамінова кислота

F: Фенілаланін

G: Гліцин

H: Гістидин

I: Ізолейцин

K: Лізин

L: Лейцин

M: Метіонін

N: Аспарагін

P: Пролін

Q: Глутамін

R: Аргінін

S: Серин

T: Треонін

V: Валін

W: Триптофан

Задіяний у такому біологічному процесі, як альтернативний сплайсинг. 
Локалізований у мембрані.